# Leonardi
Leonardi je priimek več oseb:    
- Domenico Berni Leonardi, perujski rimskokatoliški škof
- Igor Leonardi (*1958), slovenski glasbenik, kitarist, skladatelj itd.
- Michele Leonardi, agronom